# Соціалісти-революціонери

Прапор Соціалістів-революціонерів

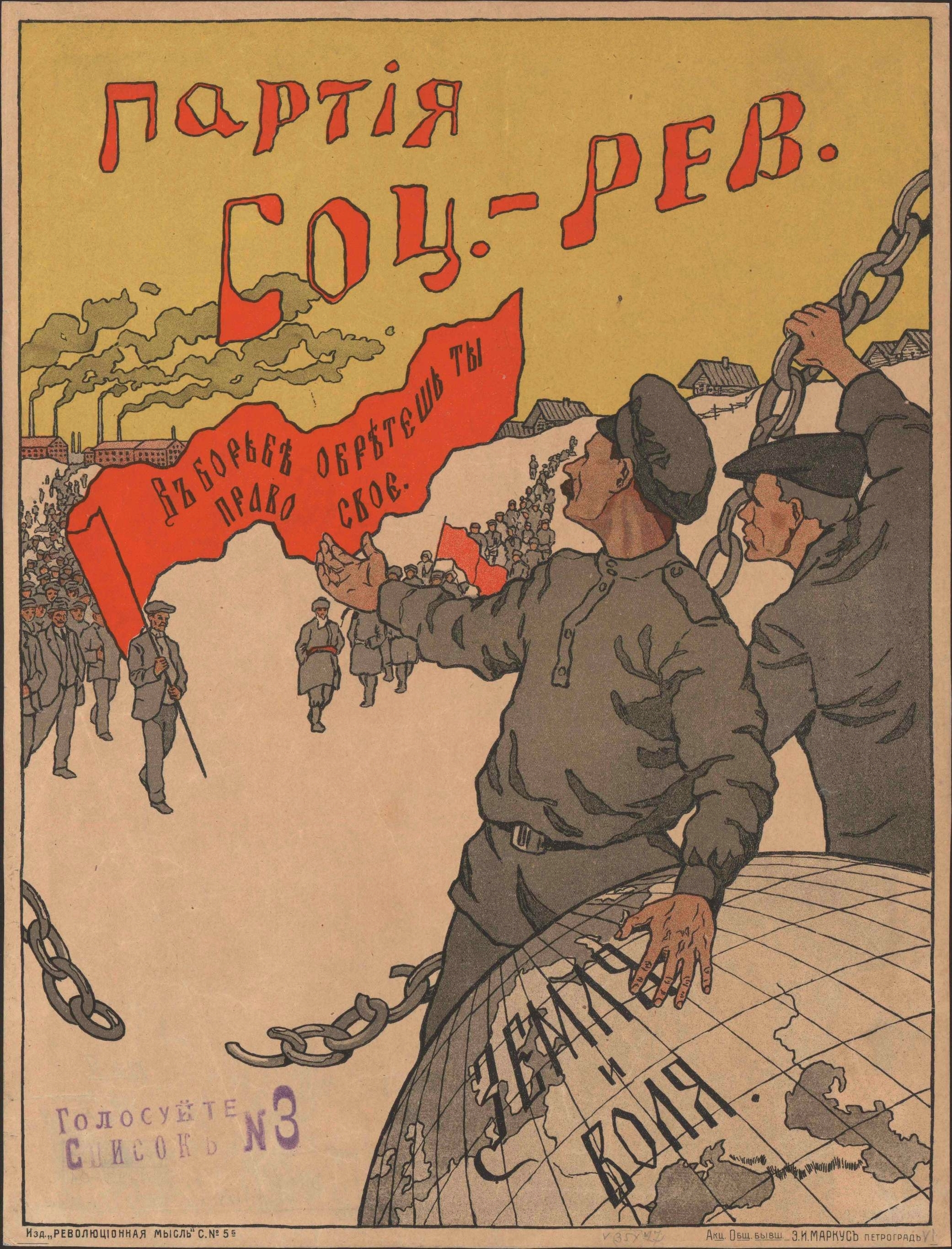
Передвиборний плакат есерів 1917 року

Соціалісти-революціонери, часто Есери, серед інших назв Союз соціалістів-революціонерів, Партія соціалістів-революціонерів — російська партія, яка утворилася внаслідок об'єднання різних народницьких груп у Російській імперії й на еміграції в 1901 році.

## Історія

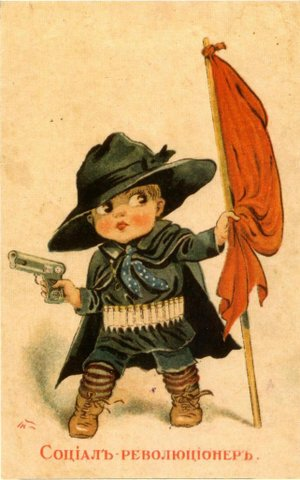
Гумористичне зображення есера на поштівці. 1917 р.

У 1901—05 значну роль в партії мала Бойова Організація, що застосовувала індивідуальний терор проти представників царського режиму, одним з організаторів та керівників якої був Григорій Гершуні. І з'їзд партії наприкінці 1905 року і на початку 1906 у Фінляндії ухвалив програму, яку запропонував В. Чернов: партія боролася за побудову демократичної федеративної республіки, висувала програму соціалізації землі й передачі її сільським громадам на засадах зрівняльного користування; вона зверталася насамперед до селянства; проте членство партії творила головним чином народницька інтелігенція. Ліві соціалісти-революціонери, так звані максималісти, вимагали також соціалізації заводів та створення «республіки трудящих». Здемаскування Азефа, керівника Бойової Організації, як агента царської охранки, та програмові розходження спричинилися до значного послаблення соціалістів-революціонерів.
По вибуху Першої світової війни партія поділилася на так званих оборонців, під проводом М. Авксентьєва та інтернаціоналістів, під керівництвом В. Чернова і М. Натансона, які брали участь у конференції лівих соціалістів у Ціммервальді (Швейцарія).
По Лютневій революції соціалісти-революціонери відігравали провідну роль в Тимчасовому уряді (В. Чернов, О. Керенський, Б. Савінков); у виборах до Установчих зборів у листопаді 1917 року здобули понад 17 млн голосів (з усіх 41,7 млн).
Однак після Жовтневого перевороту (на IV партійному з'їзді) Соціалісти-революціонери розкололися. Ліві Соціалісти-революціонери, очолені М. Натансоном і М. Спиридоновою, почали співпрацювати з більшовиками (їхні представники В. Карелін, А. Шрейдер, І. Штейнберг брали участь у більшовицькому уряді), але після Берестейського миру вийшли з уряду, а в липні 1918 року ліві соціалісти-революціонери здійснили невдале повстання проти більшовицького режиму.
У вересні 1918 року їхні керівники В. Зензинов і М. Авксентьєв брали участь в організованій в Уфі Всеросійській Директорії, але в листопаді 1918 року її ліквідував адмірал Олександр Колчак, проголосивши себе «верховним правителем Росії». 1922 року в Москві відбувся процес членами ЦК Соціалістів-революціонерів (А. Ґоц, А. Тимофієв, Д. Донской). Залишки Соціалістів-революціонерів були знищені у 1930-их роках. Ті, що опинилися на еміграції (Чернов, Зензінов та інші) продовжували свою діяльність до 1950-их років.

## Соціалісти-революціонери в Україні
Російське народництво, що призвело до утворення партії російських Соціалістів-революціонерів сильно впливало на українську революційну думку, бо радикальні українські елементи шукали співпраці з російськими революційними групами, насамперед з Соціалістами-революціонерами. Одночасно Соціалісти-революціонери як партія, що орієнтувалася на селян, мали сприятливий ґрунт в Україні, де більшість селянства відчувала недостачу землі щойно зростання українського національного руху проти російського царату почало відштовхувати українських політичних діячів від російських партій. Організацію російських есерів у Києві напередодні Першої світової війни очолював А. Козачок, родом з Глухівського повіту на Чернігівщині. Тоді есери видавали в Києві легальну газету «Голос Труда». Таким чином українські Соціалісти-революціонери і далі діяли як частина партії російських Соціалістів-революціонерів або являли собою окремі гуртки, а Українська Партія Соціалістів-Революціонерів (УПСР) утворилася в квітні 1917 року.
У першій половині 1917 року російські Соціалісти-революціонери мали чималий вплив серед міської інтелігенції, яка горнулася до ідеології революційного народництва. У червні 1917 вони здобули більшість у виборах до міських рад (головним чином у Харкові, Одесі, Сімферополі, Катеринославі). Полковник К. Оберучев, правий есер, призначений Тимчасовим урядом начальником Київської військової округи (травень 1917) виступав проти автономного ладу України й творення українських військових формацій.
Однак у другій половині 1917 головним політичним фактором в Україні стала вже УПСР. Вона перемогла російських Соціалістів-революціонерів на III Військовому з'їзді (у жовтні 1917) та здобула найбільше голосів в Україні у виборах до Установчих зборів, а організовані українські Соціалісти-революціонери селищної спілки витиснули організацію рад (совєтів), що її становили російські Соціалісти-революціонери. Щойно після порозуміння Центральної Ради з Тимчасовим Урядом у липні 1917 до складу Малої Ради від російських Соціалістів-революціонерів увійшли А. Зарубін (він же і член Генерального Секретаріату), І. Скловський, С. Сараджиєв та Суховий.
Проте вороже ставлення Тимчасового уряду і російських Соціалістів-революціонерів до національних вимог Центральної Ради спричинювало постійні конфлікти. Навіть після більшовицього перевороту російські Соціалісти-революціонери ухвалили на IV з'їзді в грудні 1917 постанову про збереження єдності федерації, хоч одночасно критикували політику Ради Народних Комісарів щодо УНР, висловлювалися за окремі українські військові частини і т. д. Проте до складу першого радянського «уряду» України, так званого Народного Секретаріату, утвореного у Харкові 17 грудня 1917 року, входив один російський лівий Соціал-революціонер Євген Терлецький, як народний секретар земських справ.
На еміграції російські Соціалісти-революціонери як й інші політичні угруповання, ставилися вороже до самостійності неросійських народів. Вони вважали, що про державний устрій майбутньої Російської федерації мають вирішити Всеросійські Установчі збори (Див. Російсько-українські політичні взаємини на еміграції).

## Українські есери у період Центральної Ради
На Національному Конгресі від УПСР до Центральної Ради увійшло 3 представника. Всього членів партії у складі Ради було 18, що становило лише 15,6 % від загальної кількості членів. Це свідчило, що спочатку діяльності Центральної Ради УПСР не мала домінуючої позиції, впливовішою була УСДРП. І це особливо яскраво виявилося під час формування Виконавчого Комітету Центральної Ради. Його членами від УПСР стали Г. Одинець, М. Стасюк, П. Христюк. Перевага українських соціал-демократів над українськими есерами у Центральній Раді та її Виконавчому Комітеті зберігалася до червня 1917 р.
Позиції фракції УПСР були визначені на установчому з'їзді партії:1) об'єднання з українською буржуазією для захисту національних інтересів; 2) визнання Центральної Ради Тимчасовим українським сеймом, який повинен виробити основні положення автономії та підготувати скликання Українських Установчих Зборів. Фракція УПСР поставила завдання боротися за перетворення Центральної Ради на Тимчасовий Український сейм, а Виконавчого Комітету — на Тимчасовий український уряд. Першим кроком мало стати поповнення Центральної Ради представниками селянства, робітництва та військових. Наступним — розподіл влад законодавчої та виконавчої.
На основі вивчення матеріалів сесій Центральної Ради, протоколів засідань Малої Ради та Генерального Секретаріату зроблено висновок, що більшість постанов і резолюцій були ініційовані фракцією соціалістів-революціонерів. У процентному відношенні це становить, за підрахунками автора, понад 65 %. Значна частка резолюцій носила спільний характер, як наприклад, спільна резолюція українських соціал-демократів і соціалістів-революціонерів про скликання Українських Установчих Зборів від 9 серпня 1917 р.
Українська Партія Соціалістів-Революціонерів була численною та впливовою політичною силою. Відмінними рисами УПСР були молодість, революційна інтуїція. Проте, партії бракувало досвідчених, випробуваних у політичній боротьбі, інтелектуальних сил. На чолі її не було видатних політичних діячів. Тому, маючи більшість у Центральній Раді, українські соціалісти-революціонери змушені були поступатися керівними посадами іншим партіям, насамперед соціал-демократам. Тому, українські есери упродовж 1917 р. змушені були погоджуватися на реформістський політичний курс соціал-демократів. Активність фракції українських соціалістів-революціонерів на засіданнях Малої Ради та на сесіях Центральної Ради далеко не завжди вдавалось реалізовувати. Партії бракувало вміння наполягти на своєму, проводити через Центральну Раду й Генеральний Секретаріат власний курс. Однією із причин цього було те, що фракція УПСР, постійно висловлюючи невдоволення політикою есефівсько-есдеківського Генерального Секретаріату, не протиставила чітких конструктивних пропозицій і проектів. Партія навіть не змогла наполягти на проведенні земельної реформи. Прикметною рисою діяльності партії у період Центральної Ради була порівняно більша активність фракції, ніж Центрального Комітету, що зумовлює висновок про виконання фракцією функції ЦК.
Важливим аспектом діяльності УПСР було визначення тактики партії у виборчих кампаніях. На установчому з'їзді УПСР було вироблено тактику партії щодо Всеросійських і Українських Установчих Зборів і заявлено, що Українські Установчі Збори повинні відбутися раніше від Всеросійських. На червневій партійній конференції визнано необхідність участі у виборах до міських дум. З приводу цього, орган УПСР писав: «Зараз ми маємо цілу низку виборів, на яких є змога виявити свою організовану силу кожній політичній групі, кожній течії і відповідно своїй силі зайняти те чи інше місце».
Тактичними формами передвиборчої діяльності УПСР стали: формування блоків з соціалістичними організаціями, аналіз та врахування результативності блокування у виборчих кампаніях різних рівнів, з метою коригування тактики; розробка виборчої платформи; агітаційна робота; створення у кожній губернії виборчого фонду та центрального фонду.
Результативність обраної тактики була підтверджена на практиці: на найважливішому етапі — виборах до Українських Установчих Зборів із 172 обраних депутатів 115 — були членами УПСР (вибори відбулися не у всіх губерніях).
Аналіз її участі у муніципальних виборах, а також у виборах до Всеросійських та Українських Установчих Зборів дає підстави зробити висновок, що, попри те, що Українські Установчі Збори так і не були скликані, УПСР отримала певний практичний досвід участі у виборчих кампаніях.

## Доба Гетьманату: організаційне оформлення течій в УПСР та їх програмові завдання. Розкол у партії
У партії окреслилися три основні течії. Лівобережна конференція УПСР (30 травня — 2 червня 1917 р.) засвідчила створення «лівої» або «інтернаціоналістичної» течії, яка виступала за розв'язання соціальних проблем, а національні ставила в залежність від соціальних.
Центр був течією, яка домінувала, вона, об'єднувала практично увесь склад Центрального Комітету і переважну більшість членів партії. Вони залишалися на позиціях установчого з'їзду, однак прагнули враховувати зміну політичних подій і відповідно коригувати курс партії в основних питаннях: національному й аграрному.
Правих представляла група конфедералістів, які виступали за конфедерацію незалежних республік з вільним членом України — федерації окремих українських земель. Діяльність цієї течії була нетривалою.
Важливо, що в основі поділу партії лежали не лише ідейні відмінності, а й територіальні ознаки. Переважна частина «лівих» належала до Лівобережної України, а «правих» — до Правобережної. Лівобережні губернії були ближче до Росії, а відтак вплив більшовицьких ідей і, насамперед, їх позиції у вирішенні соціальних проблем, був сильніший.
На IV з'їзді партії відбувся остаточний розкол Української партії соціалістів-революціонерів. З УПСР вийшла партія боротьбистів, як одна із течій українського націонал-комунізму і УПСР (центральної течії), яка поділяла програму партії (15-19 липня 1917 р.). Новостворені партії не брали участі у державотворчій діяльності у період Гетьманату, не відзначалася особливою активністю їх партійна діяльність серед мас. Обидві партії працювали над створенням нових програмових засад, реорганізацією партій, організацією нових і відновленням старих партійних організацій. УПСР (центр. течії) діяла легально, а УПСР (боротьбистів) — нелегально.
Діяльність УПСР (боротьбистів) та УПСР (центр. течії) відрізнялася формами та методами. УПСР (центр. течії), виступаючи за легальні методи боротьби з Гетьманатом, використовувала для цього звернення, меморандуми, входила до міжпартійної організації УНС. УПСР (боротьбистів), перебуваючи у підпіллі, застосовувала радикальніші методи: при ЦК створила Бойовий відділ, організовувала революційні комітети та повстанські штаби, визнавала доцільність терору.
Ініціаторами антигетьманського повстання були УПСР (центр. течії) та Селянська Спілка. Персональна заслуга у здійсненні повстання належить українському есеру М. Шаповалу й українському соціал-демократу В. Винниченку.
Оцінивши нову політичну ситуацію, українські політичні партії, серед яких була центральна течія УПСР, створили єдиний національно-демократичний фронт, який відіграв значну роль в Українській революції.

## УПСР в добу Директорії
Центральна течія УПСР, залишаючись незмінно на позиціях самостійності та незалежності Української Народної Республіки, ще тривалий час шукала можливість відновити єдність партії. Після взяття Києва військами Директорії переговори про об'єднання партії відновилися. Центральна течія була представлена у Національному Союзі, в Директорії, в уряді і несла відповідальність за державну політику. У той же час вона зазнавала протидії, аж до терористичних акцій, з боку вчорашніх однопартійців — боротьбистів, які змушені були вести підпільну діяльність. З часом між обома течіями виникли неподоланні розходження.
«Боротьбисти» безповоротно стали на шлях, який з кожним днем дедалі більше віддаляв їх від УПСР. На V з'їзді УПСР (боротьбистів) (6-8 березня 1919 р.) вони перейменували свою організацію в УПСР (комуністів), а центральна течія повернула собі назву УПСР.
Центральна течія набула ознак єдиної партії УПСР, і провела дві конференції — 28 січня 1919 р. (Київ) та 7-8 вересня 1919 р. (Вінниця), ставши на принцип трудової демократії та боротьби за українську державну незалежність, з одного боку, з радянською Москвою, а, з іншого, з Денікіним. Проте, і у відродженій УПСР існували течії лівих, правих і центру.
Нові революційні умови поставили перед партією завдання не стільки національно-політичного, скільки соціально-економічного характеру. Тому, особливістю політичних орієнтирів даного періоду були лівіші, радикальніші прагнення і гасла, зокрема вимога державотворення на основі «трудового принципу». Українським есерам належить обґрунтування поняття «трудовий принцип» згідно з яким поміщики та капіталісти, як клас ворожий українському трудовому народові не тільки соціально, а й національно, не могли бути допущеними до участі у державному будівництві. Тому влада в центрі і на місцях повинна була належати трудовому народові — робітництву, селянству й інтелігенції. На місцях — у повітах і губерніях — концентруватися у руках трудових рад, а в центрі — належати Трудовому Конгресу. Трудовий Конгрес мав складатися тільки з представників працюючих верств.
Упродовж 1919 р. в умовах денікінської окупації діяльність первинних організацій УПСР практично завмирає і партійна робота зосереджується у так званій «уенерівській» частині партії. Зусиллями УПСР видався партійний орган «Трудова республіка».
Політична позиція УПСР у добу Директорії не була достатньо визначеною та цілеспрямованою. Особливо яскраво це виявилося під час вироблення програмових засад Директорії. Прагнучи досягти реалізації власних програмових засад, насамперед, організації влади за трудовим принципом, УПСР йшла на компроміси у політичній боротьбі, часто змінюючи свої рішення і пристосовуючись до позиції УСДРП, яка швидше реагувала на зміну політичної ситуації.
8 вересня 1920 відбувся арешт ВУЧВК в Харкові делегатів з'їзду партії лівих есерів (інтернаціоналістів), після чого партія в УРСР припинила своє існування. 

## Діяльність організацій УПСР за кордоном
Значна частина українських есерів після поразки української революції емігрувала за кордон. Центральний Комітет УПСР в Україні заарештували, а діяльність УПСР у Радянській Україні заборонили. УПСР (комуністів) злилися з КП(б) України, а провідні діячі партії отримали важливі державні посади.
Відбулася ідейна еволюція і організаційна перебудова Української партії соціалістів-революціонерів. З червня 1919 р. у Парижі почала діяти Закордонна Делегація УПСР на чолі з М. Грушевським. Її члени стали прихильниками лівої орієнтації, навіть компромісу з більшовиками за умови негайного запровадження соціалізму та радянської системи як політичної влади в Україні на засадах соборництва. Не відкидався і принцип диктатури пролетаріату, але разом із трудовим селянством як головним суб'єктом соціальної структури українського суспільства того часу. Такі позиції поділяли не всі члени УПСР. У зв'язку з цим у Празі було створено Закордонний Комітет на чолі з М. Шаповалом, а у Відні «Організаційний комітет українських соціалістів-революціонерів за кордоном» на чолі з М. Ковалевським. Ліва орієнтація ЗД УПСР привела їх до повернення на Радянську Україну, а Закордонний Комітет УПСР М. Шаповала активізував свою роботу у Празі.
Закордонний Комітет УПСР протягом тривалого часу у складних емігрантських умовах продовжував існувати як політична партія. Українські есери зайняли активну позицію у суспільно-політичному житті української еміграції в Чехословаччині. Під їхнім впливом перебувала переважна більшість різноманітних українських емігрантських організацій. Саме завдяки їх зусиллям Український Громадський Комітет став вагомим чинником в українському емігрантському середовищі. Найдійовішою була Празька група УПСР.
Українські есери за кордоном прагнули встановити контакти з іншими соціалістичними партіями. Впродовж кількох років спільно з соціал-демократами видавали журнал «Нова Україна». Мали власні партійні періодичні видання: «Боротьба», «Вільна Спілка», «Бюлетень секретаріату головного комітету закордонної організації Української партії соціалістів-революціонерів», «Бюлетень Закордонного Комітету УПС-Р», «Вісник УПС-Р» (згодом став називатися — «Трудова Україна»), «Вартовий» та інші.
У 1927 р. була прийнята нова програма партії і затверджено її статут. Головною політичною засадою партії визначено здійснення національної і соціальної революції в Україні, кінцевою метою — створення Соборної Трудової Української Республіки. Перевага в державній організації України надавалася федералізму.
Діяльність Української партії соціалістів-революціонерів за кордоном характеризувалася внутріпартійними конфліктами. Кількість членів партії різко зменшувалася. Причинами були не лише внутрішні конфлікти, а й загальна ситуація у світі. Члени УПСР визнавали необхідність реконструкції, яка б забезпечила розвиток і зміцнення партії для її майбутньої ролі як партії соціалістичної; були прихильниками ідеї єдиного національного фронту; пропонували створити третій міжнародний табір (комунізм, фашизм) під проводом демократичних і соціалістичних сил і закликали до озброєння третього міжнародного табору, до створення міжнародного фронту напередодні Другої Світової війни. Політична ситуація у Чехословаччині призвела до припинення діяльності УПСР.
Після Другої Світової війни УПСР відновила свою діяльність на еміграції. У 1948 р. УПСР взяла участь у створенні Української Національної Ради, яка була передпарламентом державного центру УНР в екзилі. У 1950 р. разом з іншими соціалістичними партіями об'єдналася в Українські Соціалістичну партію, яка особливою активністю не відзначалася.

## Нотатки
1. ↑  Після розколу лівих есерів